# Crnogorski fudbalski kup 2020-2021
La Crnogorski fudbalski kup 2020-2021 (in italiano Coppa montenegrina di calcio 2020-2021), conosciuta anche come Kup Crne Gore u fudbalu 2020-2021, è stata la 15ª edizione della coppa del Montenegro di calcio, iniziata il 21 ottobre 2020 e terminata il 30 maggio 2021. Il Budućnost ha conquistato il trofeo per la terza volta nella sua storia.

## Formula
La formula è quella dell'eliminazione diretta, in caso di parità al 90º minuto si va direttamente ai tiri di rigore senza disputare i tempi supplementari (eccetto in finale). Gli accoppiamenti sono stati decisi tramite sorteggio.
| Turno            | Numero di incontri | Squadre | Entrano in questo turno       | Date                         |
| ---------------- | ------------------ | ------- | ----------------------------- | ---------------------------- |
| Ottavi di finale | 16                 | 16 → 8  | Prva liga (10) Druga liga (6) | 21 ottobre 2020              |
| Quarti di finale | 8                  | 8 → 4   | –                             | 25 novembre 2020             |
| Semifinali       | 4                  | 4 → 2   | –                             | 21 aprile 2021 5 maggio 2021 |
| Finale           | 1                  | 2 → 1   | –                             | 30 maggio 2021               |

### Squadre partecipanti
Per questa edizione, a causa del perdurare dell'emergenza dovuta alla pandemia di COVID-19, hanno partecipato solo 16 squadre: 10 della Prva liga e 6 della Druga liga.
Prva liga
- Budućnost
- Dečić
- Iskra Danilovgrad
- Jezero
- OFK Titograd
- Petrovac
- Podgorica
- Rudar Pljevlja
- Sutjeska
- Zeta

Druga liga
- Arsenal Tivat
- Bokelj
- Grbalj
- Ibar
- Jedinstvo Bijelo Polje
- Kom

## Ottavi di finale
| Squadra 1         | Risultato | Squadra 2              |
| ----------------- | --------- | ---------------------- |
| 21 ottobre 2020   |           |                        |
| Bokelj            | 3 – 0     | Kom                    |
| Budućnost         | 3 – 1     | Rudar Pljevlja         |
| Grbalj            | 0 – 4     | Arsenal Tivat          |
| Petrovac          | 1 – 5     | Dečić                  |
| Sutjeska          | 3 – 0     | Jedinstvo Bijelo Polje |
| Zeta              | 8 – 0     | Ibar                   |
| Podgorica         | 2 – 0     | Jezero                 |
| Iskra Danilovgrad | 3 – 0     | OFK Titograd           |

## Quarti di finale
| Squadra 1        | Risultato | Squadra 2         |
| ---------------- | --------- | ----------------- |
| 25 novembre 2020 |           |                   |
| Arsenal Tivat    | 0 – 1     | Iskra Danilovgrad |
| Bokelj           | 0 – 6     | Budućnost         |
| Dečić            | 1 – 0     | Sutjeska          |
| Podgorica        | 2 – 3     | Zeta              |

## Semifinali
| Squadra 1                      | Totale | Squadra 2 | Andata | Ritorno |
| ------------------------------ | ------ | --------- | ------ | ------- |
| 21 aprile 2021 / 5 maggio 2021 |        |           |        |         |
| Zeta                           | 2 – 4  | Budućnost | 2 - 1  | 0 - 3   |
| Iskra Danilovgrad              | 0 – 1  | Dečić     | 0 - 0  | 0 - 1   |

## Finale
| Arbitro: | Mileta Šćepanović |

|             |           |                                   |
| Pešukić 38’ | Marcatori | 3’ Vucic 28’ Mijović 90’ Ivanović |